# Grace Buzu
Grace Buzu (sinh ngày 6 tháng 10 năm 1968) là một vận động viên chạy nước rút ở Uganda. Cô đã tham gia cuộc thi tiếp sức 4 × 100 mét nữ tại Thế vận hội Mùa hè 1988. Buzu đã giành được huy chương đồng trong cuộc thi tiếp sức 4 x 100 mét tại Đại hội Thể thao toàn châu Phi 1987.